# Niećkowo (gromada)
Niećkowo – dawna gromada, czyli najmniejsza jednostka podziału terytorialnego Polskiej Rzeczypospolitej Ludowej w latach 1954–1972.
Gromady, z gromadzkimi radami narodowymi (GRN) jako organami władzy najniższego stopnia na wsi, funkcjonowały od reformy reorganizującej administrację wiejską przeprowadzonej jesienią 1954 do momentu ich zniesienia z dniem 1 stycznia 1973, tym samym wypierając organizację gminną w latach 1954–1972.
Gromadę Niećkowo z siedzibą GRN w Niećkowie utworzono – jako jedną z 8759 gromad – w powiecie grajewskim w woj. białostockim, na mocy uchwały nr 15/V WRN w Białymstoku z dnia 4 października 1954. W skład jednostki weszły obszary dotychczasowych gromad Niećkowo, Bzury, Milewo, Niedźwiedzkie, Świdry Awissa i Danowo ze zniesionej gminy Szczuczyn oraz Kędziorowo ze zniesionej gminy Wąsosz w tymże powiecie. Dla gromady ustalono 16 członków gromadzkiej rady narodowej.
1 stycznia 1969 gromadę Niećkowo zniesiono, włączając jej obszar do gromad Wąsosz (wieś Kędzierowo) i Szczuczyn (wsie Bzury, Danowo, Milewo, Niećkowo, Niedźwiedzkie i Świdry-Awissa).